# Équipe du Monténégro masculine de water-polo
L'équipe du Monténégro de water-polo masculin est la sélection nationale représentant le Monténégro dans les compétitions internationales de water-polo masculin depuis 2006 et la dissolution de la fédération serbo-monténégrine.
Les Monténégrins remportent le titre continental au Championnat d'Europe de water-polo masculin 2008, dès leur première participation. L'année suivante, ils terminent premier de la Ligue mondiale de water-polo. En 2012, ils échouent en finale de l'Euro face à la Serbie.
La sélection est finaliste des Championnats du monde 2013.

## Palmarès

### Tableau des médailles
| Championnat du monde - (2013) | Ligue mondiale - (2009, 2018)) - (2010) - (2013, 2014) | Championnat d'Europe - (2008) - (2012, 2016) |

## Performances dans les compétitions internationales

### Jeux olympiques
- 2008 : 4e place
- 2012 : 4e place
- 2016 : 4e place
- 2020 : 8e place
- 2024 : 9e place